# Qubaybat
Qubaybat (tiếng Ả Rập: قبيبات, cũng đánh vần Qbeibat hoặc Qubayyat) là một ngôi làng Syria nằm ở phó huyện Sabburah thuộc huyện Salamiyah, Hama. Theo Cục Thống kê Trung ương Syria (CBS), Qbeibat có dân số 483 trong cuộc điều tra dân số năm 2004. Cư dân của nó chủ yếu là Alawites.